# Abensberg
Abensberg è una città tedesca situata nel land della Baviera. 
È ritenuta la Abasinum dei romani. Nei dintorni si trova una sorgente termale, accanto alle rovine di un bel castello.

## Storia
Il 20 aprile 1809, vicino ad Abensberg, Napoleone Bonaparte combatté e sconfisse gli austriaci, i quali registrarono la perdita di 12 pezzi d'artiglieria e di 13 000 uomini. Questa vittoria fu preliminare a quelle di Landshut ed Eckmühl, e aprì la strada per Vienna.
Dal 2010 il birrificio locale ha realizzato la Torre Kuchlbauer, che è diventata l'attrazione principale della città.

## Amministrazione

### Gemellaggi
- Lonigo
- Parga